# هالبرت إي. باين
هالبرت إي. باين هو محامي وضابط وسياسي أمريكي، ولد في 4 فبراير 1826 في تشاردن في الولايات المتحدة، وتوفي في 14 أبريل 1905 في واشنطن العاصمة في الولايات المتحدة. نشط حزبياً في الحزب الجمهوري. وقد انتخب عضو مجلس النواب الأمريكي ‏.